# Johan Günther
Johan Günther, född 1950, är en svensk författare, översättare och litteraturkritiker. Han har totalt gett ut tio romaner. Några av dessa har givits ut under pseudonym, vilka vill dock författaren inte avslöja.
Günther är bosatt på Södermalm i Stockholm. Hans fru är arkitekt på Stockholms slott.
Günther växte upp i Kalmar. 1967 tog han ett sabbatsår från gymnasiet och reste till USA. Tillbaka i Sverige läste han juridik på Stockholms universitet.
Han romandebuterade 1976 med Dagen efter Labor Day. Boken sålde hyggligt och tillät Günther att fortsätta sin skrivarkarriär. Hans hitintills största framgång kom med den delvis självbiografiska romanen Den lille boxaren (1980).
Som översättare har Günther från engelska och norska översatt en mängd olika författare, däribland Joyce Carol Oates, Isaac Asimov och Colum McCann.

## Översättningar (urval)
- Espen Haavardsholm: Drift (Drift) (Alba, 1981)
- Bill Buford: Bland huliganerna (Among the thugs) (Gedin, 1992)
- Carl Hiaasen: Blå tunga (Native tongue) (Bonnier Alba, 1993)
- Colum McCann: Världens väldighet (Let the great world spin) (Lindqvist Publishing, 2010)